# Eugraphe sigma
Eugraphe sigma là một loài bướm đêm trong họ Noctuidae.

## Hình ảnh

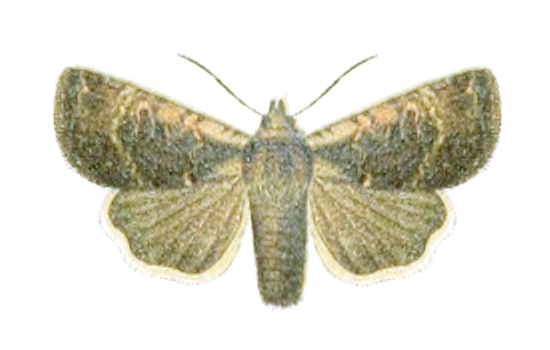